# Elecciones regionales en Córdoba de 2023
Las Elecciones regionales de Córdoba de 2023, se llevarán a cabo el 29 de octubre de 2023 en el departamento de Córdoba, donde serán elegidos los siguientes cargos para un período de cuatro años contados a partir del 1.º de enero de 2024:
- Al Gobernador de Córdoba quien funge como jefe administrativo del departamento.

- A los trece —13— diputados de la Asamblea Departamental de Córdoba.

- A los alcaldes y concejales de cada uno de los ciento veinticinco —125— municipios del departamento.

## Legislación
Según la Constitución de Colombia, pueden ejercer su derecho a sufragio los ciudadanos mayores 18 años de edad que no hagan parte de la Fuerza Pública, no estén en un proceso de interdicción, y que no hayan sido condenados. Las personas que se encuentran en centros de reclusión, tales como cárceles o reformatorios, podrán votar en los establecimientos que determine la Registraduría Nacional. La inscripción en el registro civil no es automática, el ciudadano debe dirigirse a la sede regional de la Registraduría para inscribir su identificación personal en un puesto de votación.
La Ley 136 de 1994 establece que para ser elegido alcalde se requiere ser ciudadano colombiano en ejercicio y haber nacido o ser residente del respectivo municipio o de la correspondiente área metropolitana durante un año anterior a la fecha de inscripción o durante un período mínimo de tres años consecutivos en cualquier época. El alcalde se elige por mayoría simple, sin tener en cuenta la diferencia de votos con relación a quien obtenga el segundo lugar. Sin embargo, actualmente se encuentra en trámite en el Congreso de la República un proyecto de reforma constitucional que establece la segunda vuelta para la elección del mandatario de la ciudad.
Está prohibido para los funcionarios públicos del Distrito difundir propaganda electoral a favor o en contra de cualquier partido, agrupación o movimiento político, a través de publicaciones, estaciones de televisión y de radio o imprenta pública, según la Constitución y la Ley Estatutaria de Garantías Electorales. También les está expresamente prohibido acosar, presionar, o determinar, en cualquier forma, a subalternos para que respalden alguna causa, campaña o controversia política.
Los organismos encargados de velar administrativamente por el evento son la Registraduría Nacional del Estado Civil y el Consejo Nacional Electoral.

## Elección para Gobernación de Córdoba
Los siguientes son los nombres de los candidatos oficiales previamente inscritos hasta el 29 de julio en la Registraduría Nacional del Estado Civil para participar de la contienda electoral:

### Candidatos
- Angélica Verbel[4] (ADA)
- Erasmo Zuleta[5][6] (Unión por la Gente)
- Ciro de León[7][8] (Indpendiente)
- Gabriel Calle[9][10] (Colombia Humana)[11][12]

#### Retirados
- Juan Martínez Petro[13][14] (Independiente)[15]
- Yésica Cabeza del Toro[16][17] (La Fuerza de la Paz)[18][19]

### Resultados
| Partido | Partido            | Candidato                | Votos   | %     |
| ------- | ------------------ | ------------------------ | ------- | ----- |
|         | Unión por la Gente | Erasmo Zuleta            | 532,009 | 61.03 |
|         | Colombia Humana    | Gabriel Calle            | 271,891 | 31.19 |
|         | Independiente      | Juan de la Cruz Martínez | 13,360  | 1.53  |
|         | ADA                | Angélica Verbel          | 9,073   | 1.04  |
|         | Independiente      | Ciro de León             | 7,643   | 0.87  |
|         |                    |                          |         |       |
| Total   | Total              | Total                    | 833,976 | 95.68 |
|         |                    |                          |         |       |
| Fuente: |                    |                          |         |       |

## Asamblea Departamental de Córdoba
Las siguientes son las listas presentadas organizadas según su posición en el tarjetón.
| Partido o Coalición              | Tipo    | Candidato más votado | Votos | Porcentaje | Curules |
| -------------------------------- | ------- | -------------------- | ----- | ---------- | ------- |
| Coalición Pacto por Córdoba      | Abierta |                      |       |            | 0/13    |
| Coalición Pacto Histórico        | Cerrada |                      |       |            | 0/13    |
| Partido Independientes           | Abierta |                      |       |            | 0/13    |
| Partido de la Unión por la Gente | Abierta |                      |       |            | 0/13    |
| Partido Nuevo Liberalismo        | Cerrada |                      |       |            | 0/13    |
| Partido Liberal Colombiano       | Abierta |                      |       |            | 0/13    |
| Partido La Fuerza de la Paz      | Abierta |                      |       |            | 0/13    |
| Coalición Alianza por Córdoba    | Abierta |                      |       |            | 0/13    |
| Partido Conservador Colombiano   | Abierta |                      |       |            | 0/13    |
| Partido Ecologista Colombiano    | Cerrada |                      |       |            | 0/13    |
| Coalición Córdoba Florece        | Abierta |                      |       |            | 0/13    |
| Votos en blanco                  |         |                      |       |            |         |
| Votos nulos                      |         |                      |       |            |         |
| Tarjetas no marcadas             |         |                      |       |            |         |
| Total votos válidos              |         |                      |       |            |         |